# Didier Rittener
Didier Rittener, né à Lausanne en 1969, est un artiste peintre, dessinateur et sculpteur vaudois.

## Biographie
Ses études à l'école cantonale d'art (ECAL) (1991-1996) sont couronnées par un diplôme en arts plastiques (médias mixtes–sculpture). Il séjourne successivement à la villa Arson (Nice, école internationale d’art et de recherche) (1996-1997) et à l’atelier vaudois du 700e (Paris, Cité internationale des arts) (1997).
Après une période d'assistanat (sculpture) à l’ECAL (1997-1998), Rittener enseigne à l'École romande d'art et de communication (ERACOM) (dès 2001). Il devient chargé de cours HES en dessin à l'école supérieure des beaux-arts de Genève (dès octobre 2004). Rittener est l'un des membres fondateurs de l'association d'art contemporain Circuit à Lausanne (1998).
Depuis, 2004, il est chargé de cours de dessin à la HEAD (Genève). S’il réalise dès 1996 des expositions personnelles, en 2005 son œuvre bénéficie d’une visibilité inédite avec des expositions personnelles de grande ampleur (Musée cantonal des beaux-arts, Lausanne ; Neue Kunst Halle, Saint-Gall ; Le Crédac, Ivry-sur-Seine).
Didier Rittener expose régulièrement, en solo (dès 1996) et en groupe (à partir de 1993), notamment à Montreux, Lausanne, Zurich et Paris.
Ses travaux lui valent plusieurs distinctions : prix villa Arson, école cantonale d’art de Lausanne (1996), prix de la Société des peintres, sculpteurs et architectes Suisses (SPSAS), section Vaud (1996), prix de l’atelier vaudois du 700e (1997), trois prix aux Swiss Art Awards 2004 (prix fédéral, prix Providentia, prix Moët & Chandon), prix Manor Vaud 2005, etc.

## Thématique de recherche artistique

### Expositions personnelles (sélection)
- 2009 : Disparaître ici, Musée de Pully
- 2007 : 
  - Storm Breeder, attitude, Genève
  - I see, I see, I see, Les Halles-centre d'art contemporain, Porrentruy
  - Apparition, Forum d'art contemporain, Sierre
  - Dumm, doom, La Rada, Locarno
  - Révolution, Florence Loewy – Books by artists
- 2006 : 
  - Everything is wrong!, (avec Elodie Pong), Kunsthalle Palazzo, Liestal
  - Belonged to this world, Galerie Arte Ricambi, Verona
  - Parallel Sensation, Galerie Evergreene, Genève
- 2005 : 
  - Eccentric Society, Musée cantonal des Beaux-Arts de Lausanne
  - Trust your instinct, Neue Kunst Halle, St-Gall
  - Desert me, Le Crédac, Ivry-sur-Seine

### Expositions collectives (sélection)
- 2008 :
  - Shifting identities, Kunsthaus, Zürich
  - Tourist, Fondation d'Entreprise Ricard, Paris
- 2007 :
  - Welschland, Substitut, Berlin
  - Fire walk with me, galerie Une, Auvrier, Neuchâtel
  - Untitled, galerie Artericambi, Verona
  - Le fonds des arts plastiques de la ville de Lausanne, Espace Arlaud, Lausanne
  - Art en plein air - Môtiers 2007, Môtiers
- 2006 
  - Here we go, Galerie Une, Auvernier
  - Swiss Art Awards, Messe Basel, Bâle
  - Vom Schweifen der Linien. Zeitgenössische Zeichnungs Positionen, Seedamm-Kulturzentrum, Pfäffikon (SZ)
  - Midnight Walkers, Le Crédac, Ivry-sur-Seine
  - Midnight Walkers, Kunsthaus Baselland, Muttenz
- 2005 : Helden heute. Heros à jamais. Das Heldenbild in der zeitgenössischen Kunst, Kunsthaus Centre PasquArt, Bienne

### Publications monographiques
- 2007 : Storm Bredder, édition attitudes, collection dessin, Genève
- 2005 : Didier Rittener, Prix Manor, jrp – ringier éditions
- 2004 : Libre de droits, dessins 2001 - 2004, éditeurs : École supérieure des beaux-arts, attitudes – espace d'arts contemporains, Centre pour l'image contemporaine, Saint-Gervais, Genève
- 2002 : Didier Rittener, Collection Cahiers d’Artistes, Fondation suisse pour la culture Pro Helvetia
- 2001 : on speed, dessins, photocopies sur papier recyclé, production personnelle, Lausanne / 1997 color, dessins géométriques & dessins subjectifs, édition de l’École cantonale d’art de Lausanne.

## Prix
- 2013 : prix Drawing Now
- 2007 : prix de la Fondation Irène Reymond[1]
- 2006 : prix fédéral d'art
- 2005 : 
  - prix fédéral d'art
  - prix Manor
- 2004 : 
  - prix fédéral d'art
  - prix Moët & Chandon
  - prix Providentia Young Art

## Sources
1. ↑  « Les lauréats » , sur Fondation Irène Reymond, 17 janvier 2007

- « Didier Rittener », sur la base de données des personnalités vaudoises sur la plateforme « Patrinum » de la Bibliothèque cantonale et universitaire de Lausanne.
- Didier Rittener [textes: Chantal Prod'Hom, Philippe Rahm  trad.: Simon Knight], p. 44-45
- Didier Rittener, Musée cantonal des beaux-arts, Lausanne, p. 62
- Les éditions de l'École cantonale d'art de Lausanne, 1995-1999, p. 12
- BCV-art : acquisitions 91-01 (sélection)
- Accrochage Vaud 2003
- 24 Heures, 2004/06/18, p. 14 avec photo & 2004/09/08 p. 16 & 2005/04/13 p. 16 avec photo